# Makhdoom Shahabuddin
Makhdoom Shahabuddin ou Makhdoom Shahab-ud-Din (en ourdou : مخدوم شہاب الدین), né le 7 avril 1947 à Rahim Yar Khan, est un homme politique pakistanais, membre du Parti du peuple pakistanais. Il est ministre d’État des Finances et ministre de l'Industrie textile.

## Biographie

### Jeunesse et études
Makhdoom Shahabuddin est diplômé du Forman Christian College, une université de Lahore. 
Il est né à Rahim Yar Khan, dans le sud de la province du Pendjab, et est membre de l'ethnie minoritaire saraiki.

### Carrière politique
Homme politique influent du sud du Pendjab, Makhdoom Shahabuddin s'est présenté plusieurs fois dans la circonscription no 194 de l'Assemblée nationale, troisième circonscription de Rahim Yar Khan. Proche de Benazir Bhutto, il est notamment ministre lors de son second mandat de Première ministre. 
Lors des élections de 2002, il est battu par un candidat de la Ligue musulmane du Pakistan (Q) et n'obtient que 44 % des voix. Lors des élections de 2008, Shahabuddin obtient environ le même nombre de voix dans sa circonscription alors que la participation chute et que l'électorat est plus éclaté. Il est élu avec 43 % des voix et bat quatre autres candidats, dont le candidat sortant de la Ligue musulmane du Pakistan (Q) qui obtient environ 31 % des voix.
Après la victoire de son parti, le Parti du peuple pakistanais, aux élections législatives de février 2008, Makhdoom Shahabuddin intègre le cabinet ministériel du Premier ministre Youssouf Raza Gilani. Il est successivement ministre de la Santé et ministre de l'Industrie textile.
Le 19 juin 2012, le Premier ministre Youssouf Raza Gilani est destitué par la Cour suprême pour outrage à la justice et Makhdoom Shahabuddin est l'un des principaux favoris. Il est choisi comme candidat du parti le 20 juin par le président de la République Asif Ali Zardari. Cependant, Shahabuddin est dans le même temps soupçonné par la justice de trafic de drogue, ayant accordé à un laboratoire de Multan des quotas illégaux d'éphédrine. C'est finalement Raja Pervez Ashraf qui est choisi comme candidat et élu.
Il perd son siège de député lors des élections législatives de 2013, réussissant 30,5 % des voix dans sa circonscription et arrivant deuxième après un candidat indépendant. Lors des élections de 2018, il est à nouveau défait dans la troisième circonscription de Rahim Yar Khan avec 29,8 % des voix contre 46,5 % pour le candidat du Mouvement du Pakistan pour la justice.